# CYP1B1
CYP1B1 (англ. Cytochrome P450 family 1 subfamily B member 1) – білок, який кодується однойменним геном, розташованим у людей на короткому плечі 2-ї хромосоми.  Довжина поліпептидного ланцюга білка становить 543 амінокислот, а молекулярна маса — 60 846.
| 10         |  | 20         |  | 30         |  | 40         |  | 50         |
| ---------- |  | ---------- |  | ---------- |  | ---------- |  | ---------- |
| MGTSLSPNDP |  | WPLNPLSIQQ |  | TTLLLLLSVL |  | ATVHVGQRLL |  | RQRRRQLRSA |
| PPGPFAWPLI |  | GNAAAVGQAA |  | HLSFARLARR |  | YGDVFQIRLG |  | SCPIVVLNGE |
| RAIHQALVQQ |  | GSAFADRPAF |  | ASFRVVSGGR |  | SMAFGHYSEH |  | WKVQRRAAHS |
| MMRNFFTRQP |  | RSRQVLEGHV |  | LSEARELVAL |  | LVRGSADGAF |  | LDPRPLTVVA |
| VANVMSAVCF |  | GCRYSHDDPE |  | FRELLSHNEE |  | FGRTVGAGSL |  | VDVMPWLQYF |
| PNPVRTVFRE |  | FEQLNRNFSN |  | FILDKFLRHC |  | ESLRPGAAPR |  | DMMDAFILSA |
| EKKAAGDSHG |  | GGARLDLENV |  | PATITDIFGA |  | SQDTLSTALQ |  | WLLLLFTRYP |
| DVQTRVQAEL |  | DQVVGRDRLP |  | CMGDQPNLPY |  | VLAFLYEAMR |  | FSSFVPVTIP |
| HATTANTSVL |  | GYHIPKDTVV |  | FVNQWSVNHD |  | PLKWPNPENF |  | DPARFLDKDG |
| LINKDLTSRV |  | MIFSVGKRRC |  | IGEELSKMQL |  | FLFISILAHQ |  | CDFRANPNEP |
| AKMNFSYGLT |  | IKPKSFKVNV |  | TLRESMELLD |  | SAVQNLQAKE |  | TCQ        |

A: Аланін

C: Цистеїн

D: Аспарагінова кислота

E: Глутамінова кислота

F: Фенілаланін

G: Гліцин

H: Гістидин

I: Ізолейцин

K: Лізин

L: Лейцин

M: Метіонін

N: Аспарагін

P: Пролін

Q: Глутамін

R: Аргінін

S: Серин

T: Треонін

V: Валін

W: Триптофан

Кодований геном білок за функцією належить до оксидоредуктаз. 
Задіяний у такому біологічному процесі як поліморфізм. 
Білок має сайт для зв'язування з іонами металів, іоном заліза, гемом. 
Локалізований у мембрані, мітохондрії, ендоплазматичному ретикулумі, мікросомах.